# Interferon-gama
Interferon-gama (IFN-γ) je dimerizovani rastvorni citokin koji je jedini član tip II- klase interferona. Ovaj interferon se originalno zvao aktivacioni faktor makrofaga, što je termin koji se u današnje vreme koristi za opisivanje veće familiju proteina kojoj IFN-γ pripada. Kod ljudi, IFN-γ protein je kodiran  genom.

## Funkcija
IFN-γ, ili tip II interferon, je citokin koji je kritičan za urođeni i adaptivni imunitet protiv viralnih i intracelularnih bakterijskih infekcija i za kontrolu tumora. Poremećena IFN-γ ekspresija je asocirana sa više autoinflamatornih i autoimunih bolesti. IFN-γ značaj u imunskom sistemu potiče delom od njegove sposobnosti da direktno inhibira viralnu replikaciju, ali, što je još važnije, od njegovih imunostimulatornih i imunomodulatornih efekata. IFN-γ se proizvodi predominantno od strane prirodni ubica i prirodni ubica T ćelija kao deo urođenog imunog responsa, i od strane CD4 i CD8 citotoksičnih T limfocita efektor T ćelije kad se jednom antigen-specifični imunitet razvije.

## Struktura
The IFN-γ monomer se sastoji of osnove sa šest α-heliksa i proširene ne-savijene sekvence u C-terminalnom regionu. To je pokazano da strukturnom modelu ispod. α-heliksi u osnovi strukture su numerisani sa 1 do 6.
Biološki aktivni dimer je formiran putem antiparalelnog inter-sprege dva monomera kao što je pokazano ispod. Na karikaturnom modelu, jedan monomer je pokazan u crvenoj, a drugi u plavoj boji.

## Vezivanje za receptor
Ćelijski odgovori na IFN-γ su aktivirani putem njegove interakcije sa hetero-dimerskim receptorom koji se sastoji od interferon gama receptora 1 (IFNGR1) i interferon gama receptora 2 (IFNGR2). IFN-γ vezivanje za receptor aktivira  put. IFN-γ se takođe vezuje za glikosaminoglikan heparan sulfate (HS) na ćelijskoj površini. Međutim, u kontrastu sa mnogim drugim heparan sulfate vezujućim proteinima, gde vezivanje promoviše biološku aktivnost, IFN-γ vezivanje za HS inhibira njegovu biološku aktivnost.
Strukturni modeli prikazani u slikama 1-3 za IFN-γ su svi skraćeni na njegovom C-kraju za 17 aminokiselina. IFN-γ pune dužine ima 143 aminokiseline. Afinitet za heparan sulfate potiče isključivo od 17 izbrisanih ostataka. Unutar tih 17 aminokiselina su dva klastera baznih aminokiselina imenovana D1 i D2, respektivno. Heparan sulfat ostvaruje interakcije sa ta dva klastera. U odsustvu heparan sulfata prisustvo D1 sekvence povišava stopu s kojom se IFN-γ-receptor kompleksi formiraju. Interakcije između D1 klastera i receptora su mogući prvi stepen formiranja kompleksa. Putem vezivanja za D1, HS je možda u kompeticiji sa receptorom i sprečava formiranje aktivnih receptorskih kompleksa.
Biološki značaj heparan sulfat interakcije sa IFN-γ nije jasan, međutim vezivanje D1 klastera za HS ga može zaštititi od proteolitičkog razlaganja.

## Biološka aktivnost
U kontrastu sa interferonom α i interferonom β, koje izražavaju sve ćelije, IFN-γ izlučuju  ćelije,  ćelije, dendritske ćelije i  ćelije. IFN-γ je takođe poznat kao imuni interferon. On je jedini tip II interferon. On je serološki različit od tipa I interferona, jer je kiselinski-labilan, dok su tip I varijante kiselinski-stabilne.
IFN-γ poseduje antivirusne, imunoregulatorne, i antitumorne osobine. On menja transkripciju u do 30 gena, proizvodeći mnoštvo fizioloških i celularnih responsa. Među tim efektima su:
- Povećana antigen prezentacija makrofaga.
- Aktivira i povećava lizozom aktivnost u makrofagama
- Umanjuje aktivnost  ćelija.
- Uzrokuje da normalne ćelije povećaju izražavanje klase  molekula
- Promoviše adheziju i vezivanje neophodno za leukocit migraciju
- Promoviše aktivnost  ćelija
- Aktivira  ćelije, i promoviše Th1 diferencijaciju
- Aktivira inducibilnu NO sintetazu

IFN-γ je obeležavajući citokin  ćelija (dok  ćelije proizvode IL-4 i  ćelije proizvode ).  ćelije i  citotoksične T ćelije takođe proizvode IFN-γ. IFN-γ potiskuje osteoklast formiranje putem brze degradacije RANK adapter proteina TRAF6 u RANK-RANKL signalnom putu, koji inače stimuliše NF-κB produkciju.

## Terapeutska upotreba
Interferon gama 1b se koristi u tretmanu hronične granulomatozne bolesti i osteopetroze. Njega proizvodi InterMune kao Actimune® i košta oko $300 američkih dolara po boci.

## Interakcije
Za interferon-gama je bilo pokazano da ostvaruje interakcije sa interferon gama receptorom 1.

## Regulacija
Postoji evidencija da je interferon-gama ekspresija regulisana putem interferon gama 5' UTR regulatornog elementa. Takođe postoji evidencija da je interferon-gama regulisan bilo direktno ili indirektno putem sledećih mikro RNK molekula: miR-221, miR-155, miR-145 i miR-198.

## Literatura
- Hall, Stephen K. (1997). A commotion in the blood: life, death, and the immune system. New York: Henry Holt.
- Ikeda H, Old LJ, Schreiber RD (2002). „The roles of IFN gamma in protection against tumor development and cancer immunoediting.”. Cytokine Growth Factor Rev. 13 (2): 95—109. PMID 11900986. doi:10.1016/S1359-6101(01)00038-7.
- Chesler DA, Reiss CS (2003). „The role of IFN-gamma in immune responses to viral infections of the central nervous system.”. Cytokine Growth Factor Rev. 13 (6): 441—54. PMID 12401479. doi:10.1016/S1359-6101(02)00044-8.
- Dessein, A.; B, Kouriba; Eboumbou, C.;  . (2005). „Interleukin-13 in the skin and interferon-gamma in the liver are key players in immune protection in human schistosomiasis.”. Immunol. Rev. 201: 180—90. PMID 15361241. doi:10.1111/j.0105-2896.2004.00195.x.
- Joseph AM, Kumar M, Mitra D (2005). „Nef: "necessary and enforcing factor" in HIV infection.”. Curr. HIV Res. 3 (1): 87—94. PMID 15638726. doi:10.2174/1570162052773013.
- Copeland, K. F. (2006). „Modulation of HIV-1 transcription by cytokines and chemokines.”. Mini reviews in medicinal chemistry. 5 (12): 1093—101. PMID 16375755. doi:10.2174/138955705774933383.
- Chiba H, Kojima T, Osanai M, Sawada N (2006). „The significance of interferon-gamma-triggered internalization of tight-junction proteins in inflammatory bowel disease.”. Sci. STKE. 2006 (316): pe1. PMID 16391178. doi:10.1126/stke.3162006pe1.
- Tellides G, Pober JS (2007). „Interferon-gamma axis in graft arteriosclerosis.”. Circ. Res. 100 (5): 622—32. PMID 17363708. doi:10.1161/01.RES.0000258861.72279.29.

## Spoljašnje veze
- Interferon-gamma на 

 Mediji vezani za članak Interferon-gama na Vikimedijinoj ostavi

|  | Molimo Vas, obratite pažnju na važno upozorenje u vezi sa temama iz oblasti medicine (zdravlja). |